# Seberang Teluk Hilir
Seberang Teluk Hilir is een bestuurslaag in het regentschap Kuantan Singingi van de provincie Riau, Indonesië. Seberang Teluk Hilir telt 1445 inwoners (volkstelling 2010).